# Josef Knubel
Josef Knubell, conhecido também por Joseph  (Sankt Niklaus, 2 de março de 1881 —  Sankt Niklaus, 31 de maio de 1961) foi guia de alta montanha suíço.

## Biografia
De uma família de guia de montanha, era filho de Peter Knubel (1833-1919) conhecido pelo "homem do Matterhorn", e tinha três tios que morreram no Lyskamm em 1877 com dois clientes, Josef Knubel faz parte com Alexander Burgener e Franz Lochmatter, da segunda geração dos guias de montanha suíços que "conquistaram" os Alpes no fim do século XIX e começo do século XX, que trabalhavam principalmente com clientes anglo-saxões.
O nome de Josef Knubel está intimamente associado ao seu cliente Geoffrey Winthrop Young com o qual fizeram algumas das grandes conquistas do alpinismo entre 1905 e 1914 como as três grandes vertentes norte dos Alpes, mas o acidente e a amputação de perna deste durante a Primeira Guerra Mundial pôs fim a esta grande colaboração e cordada.

## Fissura Knubel
Fissura Knubel ou fenda Knubel é o nome porque é conhecida a técnica inventada por Joseph Knubel em agosto de 1911 para poder vencer a vertente Mar de Gelo da Aiguille du Grépon no Maciço do Monte Branco, que fez com G. W. Young, passagem com a cotação V+, e na qual "bloqueou"  o piolet para assim se poder fixar/prender à montanha .

## Primeiras
Do seu ativo podem assinalar-se as seguintes primeiras ascensões:
- 28 de agosto de 1905: face sudeste do Weisshorn com G. W. Young, V.J.E. Ryan e os guias J. e G. Lochmatter
- 11 de agosto de 1906: face sudoeste do Täschhorn com G. W. Young, V. J. E. Ryan e os guias Franz e J. Lochmatter
- 18 de agosto de 1906: aresta  do Klein Triftji do cumo do Breithorn com G. W. Young, R. J. Major, C.D. Robertson e M. Ruppen
- 10  de agosto de 1907: travessia Aiguille du Midi-Aiguille du Plan com G. W. Young
- 21 de agosto de 1907: vertente este do Zinalrothorn com G. W. Young, C.D. Robertson e o guia H. Pollinger

31 de agosto de 1909: vertente nordeste do Weisshorn com G. W. Young e O.P Smith1
- 9  de agosto de 1911: aresta do Brouillard no Monte Branco pelo colo Émile Rey, com G. W. Young, Karl Blodig e H. O. Jones
- 11  de Agosto de 1911: aresta Hirondelles dos Grandes Jorasses com G. W. Young e H. O. Jones
- 14 de agosto de 1911: aresta oeste das Grandes Jorasses com G. W. Young e H. O. Jones e o guia L. Croux
- 19 de agosto de 1911: vertente da Mar de Gelo da Aiguille du Grépon com G. W. Young, H. O. Jones e R. Todhunter, e o guia H. Brocherel
- 1914: primeira ascensão em livre do Dent du Géant com G. W. Young
- 14 de julho de 1914: aresta sudoeste do Gspaltenhorn com G. W. Young, S Herford e o guia H. Brantschen

1917 : primeira ascensão em esqui do Dom des Mischabel com Arnold Lunn
- 10 de Setembro de 1929: face noroeste e aresta leste do Scheidegg-Wetterhorn com F. J. Biner e N. S. Finzi
- 18 de agosto de  1930: face oeste e via direta do Piz Bernina com Thomas Graham Brown, Alexander Graven e Alfred Zürche
- 23 de agosto de  1930: vertente nordeste do Piz Roseg com T. Graham Brown, A. Graven e A. Zürcher
- 20 de agosto de 1932: face nordeste do Eiger com A. Graven, Hans Lauper, e A. Zürcher